# 北浜村 (島根県)
北浜村（きたはまむら）は、島根県簸川郡にあった村。現在の出雲市小津町、十六島町、釜浦町、塩津町、美保町にあたる。

## 地理
- 海洋：日本海[1]
- 河川：相代川[1]、寄居谷川[2]、釜谷川[2]

## 歴史
- 1889年（明治22年）4月1日、町村制の施行により、楯縫郡小津浦、十六島浦、釜浦、塩津浦、唯浦が合併して村制施行し、北浜村が発足[3][4]。
- 1896年（明治29年）4月1日、郡の統合により簸川郡に所属[4]。
- 1955年（昭和30年）1月1日、簸川郡平田町、佐香村と合併し、市制施行して平田市を新設し廃止された[3][4]。

## 産業
- 漁業、農業[1]。

## 港湾
- 十六島漁港[2]